# Ol'ha Beresnjeva
Ol'ha Oleksandrivna Beresnjeva (in ucraino Ольга Олексaндрівна Береснєва?; Mariupol', 12 ottobre 1985) è una nuotatrice ucraina, specializzata nelle gare di fondo in acque libere.

## Palmarès
- Europei

Budapest 2010: oro nella 25 km.
- Europei giovanili

Dunkerque 2000: argento negli 800 m sl.
- Universiadi

Taegu 2003: bronzo negli 800 m sl.